# Moskiewska saga
Moskiewska saga (org. Московская сага, ang. Generations of Winter) – rosyjski serial historyczno-obyczajowy z 2004 roku w reżyserii Dmitrija Barszczewskiego na motywach powieści Wasilija Aksionowa, opowiadający o losach trzypokoleniowej rodziny Gradowów na tle ery stalinizmu w ZSRR w latach 1925–1953. W Polsce serial emitowany był przez TVP1 w wakacje 2007 roku w każdy poniedziałek wieczorem po 2 odcinki.

## Opis fabuły
Akcja serialu koncentruje się wokół fikcyjnej rodziny Gradowów, wywodzącej się z podmoskiewskiej, burżuazyjnej dzielnicy Srebrny Bór. Oprócz głównych bohaterów poznajemy także całą gamę innych postaci związanych z rodziną – znajomych, przyjaciół, kochanków itd. Wszyscy mniej lub bardziej zostają dotknięci działaniami totalitaryzmu, rodzącego się w stalinowskiej Rosji. Poznajemy dramat ofiar reżimu, który pozostawia nieodwracalne piętno na ich psychice i dalszym życiu, nieraz prowadząc do całkowitego upadku. W zależności od doświadczeń czy pochodzenia bohaterowie serialu  przyjmują skrajnie różne postawy wobec systemu. Jedni stają się jego beneficjentami, drudzy wolą pozostać konformistami, inni jawnie przeciwstawiają się uciskowi i dławieniu wolności.
Na drugim planie serial przedstawia całą paletę autentycznych postaci – Stalina, Mołotowa, Berii, Woroszyłowa – ukazując zakulisowe rozgrywki za murami Kremla, od których zależą losy milionów ludzi.  
Seniorami rodziny Gradowów są Mary Wachtangowna i Boris, kochające się małżeństwo, zamieszkujące jedną z willi w bogatej moskiewskiej dzielnicy. Ich trójka dzieci wybiera różne drogi życiowe, w zależności od własnych decyzji oraz oddziaływania rodzącego się terroru. Najstarszy syn Gradowów, Nikita, zostaje oficerem Armii Czerwonej, który za zasługi wojenne w walce z hitlerowcami otrzymuje stopień marszałka i tytuł dwukrotnego bohatera ZSRR. Młodszy Kirył, głęboko zaangażowany w budowę nowego systemu, wraz ze swoją przyszłą żoną Cylą prowadzi działalność agitacyjną i wywłaszczeniową. Podczas jednej z wywózek przygarniają kułackie dziecko i od tej pory muszą nieustannie troszczyć się o bezpieczeństwo chłopca. Jedyna córka Gradowów, Nina, felietonistka i opozycyjna poetka, zmuszona jest usunąć ciążę. Niedoszłym ojcem jest bolszewicki aktywista, niejaki Strojło. Nina, przeżywszy fascynację kuzynem od strony matki, również obiecującym aparatczykiem, decyduje się na małżeństwo z rozsądku z lekarzem pracującym z jej ojcem. Los dla każdego z nich wybiera inna drogę życiową, na której doświadczają bólu, rozterek, przeżywają osobiste tragedie. Kirył jako ofiara czystek stalinowskich trafia na długie lata do więzienia. Małżeństwo Nikity i Weroniki, których również nie ominął kilkuletni pobyt w obozie, rozpada się, gdyż oboje nie mogą poradzić sobie z ciężarem dramatycznych doświadczeń, kładących kres ich uczuciu. 
Pod koniec serialu na pierwszy plan wysuwają się losy Borysa Gradowa Juniora, syna Nikity i Weroniki oraz narratora filmu, który po powrocie z wojny, na prośbę dziadka postanawia przejąć jego fach i rozpoczyna studia medyczne. Dzięki zasługom ojca hołubiony  przez decydentów staje się gwiazdą sportu. Wygrywa kolejne wyścigi motocyklowe i zostaje bywalcem moskiewskich salonów, gdzie nawiązuje romans z diwą tamtejszych scen Wierą Gordą, swoją pierwszą miłością.